# Cleve Jones
Pour les articles homonymes, voir Jones.
Cleve Jones, né le 11 octobre 1954, est un militant américain pour les droits LGBT et pour la lutte contre le sida. Il a conçu le projet Patchwork des noms pour les victimes du SIDA qui est devenu en 2016 la plus grande œuvre d'art populaire du monde, pesant 54 tonnes. En 1983, au début de la pandémie du sida, Jones a cofondé la San Francisco AIDS Foundation, qui est devenue l'une des organisations de défense des personnes atteintes du sida les plus importantes et les plus influentes des États-Unis.

## Biographie

### Jeunesse

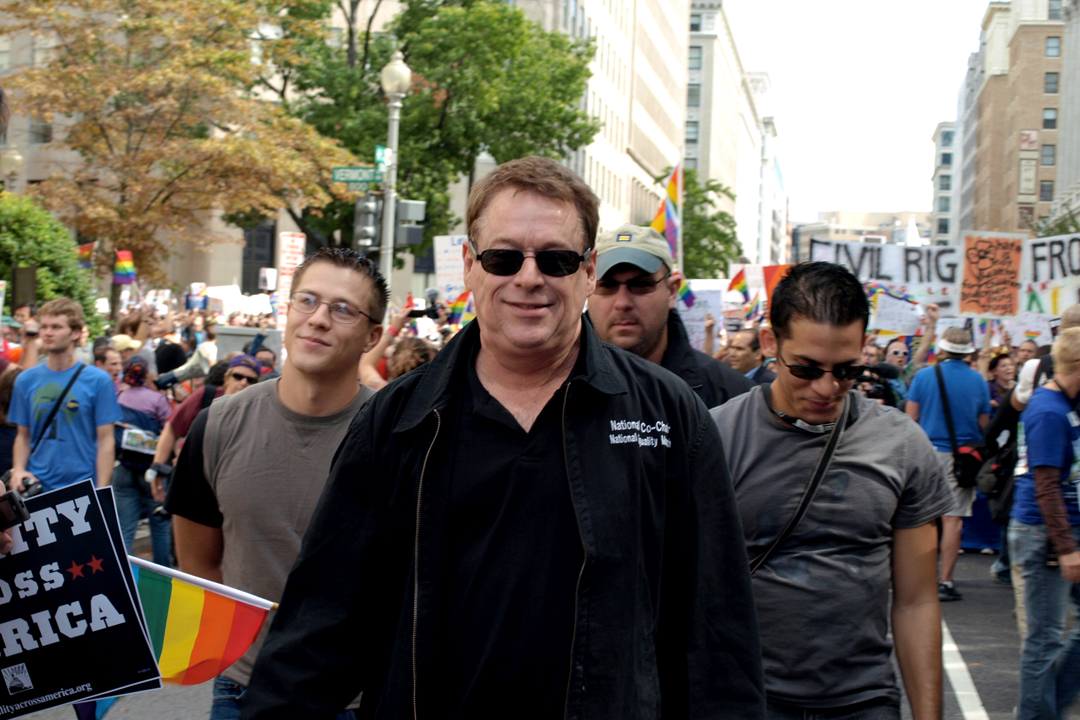
Cleve Jones marchant à la National Equality March, en 2009.

Cleve Jones est né à West Lafayette, dans l'Indiana. Il a déménagé avec sa famille à Scottsdale, en Arizona, quand il avait 14 ans et a étudié à l'Université d'État de l'Arizona pendant un certain temps. Son père était psychologue. Sa mère était une quaker, et son appartenance à cet religion était au moins en partie due au fait que cela permettait à son fils d'éviter la conscription pour la guerre du Vietnam. Il a révélé son orientation sexuelle à ses parents à l'âge de 18 ans.
Sa carrière de militant a commencé à San Francisco pendant les années 1970 lorsqu'il s'est lié d'amitié avec Harvey Milk. Jones a travaillé comme étudiant stagiaire au bureau de Milk, tout en étudiant les sciences politiques à l'Université d'État de San Francisco,.

### Carrière
En 1981, Jones a obtenu un poste dans le bureau d'Art Agnos, alors membre de l'Assemblée de l'État de Californie.
En 1982, alors que le sida était encore une menace nouvelle et largement sous-estimée, Jones a cofondé avec Marcus Conant, Frank Jacobson et Richard Keller la San Francisco AIDS Foundation, alors nommée Kaposi's Sarcoma Research and Education Foundation,. Le changement de nom s'est fait en 1984,.
L'idée du Patchwork des noms est née lors d'une marche aux flambeaux en mémoire d'Harvey Milk en 1985, et Jones a créé le premier panneau en 1987 en l'honneur de son ami Marvin Feldman. Le Patchwork est devenu le plus grand projet artistique communautaire au monde, commémorant la vie de plus de 94'000 Américains morts du sida.
Jones a posé sa candidature pour un siège au Conseil des superviseurs de San Francisco lors des élections du 3 novembre 1992.
Jones travaille en collaboration avec UNITE HERE, un syndicat dont les membres travaillent notamment dans les domaines de l'hôtellerie, la restauration et la blanchisserie. Il est l'un des moteurs de la campagne Sleep With The Right People, dont le but est de convaincre les touristes LGBT de ne séjourner que dans des hôtels qui respectent les droits de leurs travailleurs. Une autre partie du travail de Jones avec UNITE HERE est de rendre le mouvement syndical plus ouvert aux membres LGBT.
Dans une interview en novembre 2016, il a parlé de sa séropositivité, et a déclaré être actuellement en bonne santé.

## Dans la culture populaire
L'acteur Emile Hirsch interprète le rôle de Jones dans Harvey Milk, le film du réalisateur Gus Van Sant sur la vie de Harvey Milk.
Jones est mentionné dans l'essai de Randy Shilts sur l'épidémie de sida aux États-Unis And the Band Played On, paru en 1987. Il apparaît également dans le documentaire The Castro, sorti en 1995.
Dans la mini-série When We Rise, il est interprété par les acteurs Austin P. McKenzie et Guy Pearce. Cette série réalisée par Gus Van Sant a été diffusée pour la première fois en 2017.
Jones a joué son propre rôle en caméo dans le film Looking: The Movie en 2016.